# 볼 (야구)
볼은 야구에서 스트라이크가 아닌 다른 곳에 포수가 야구공을 잡는 것을 의미한다. 만약 볼이 네개가 되면 볼넷이 되어 타자가 1루로 진출하게 된다. 그러나 만약 공이 스트라이크 존이 아닌 다른 곳에 가도 타자가 스윙으로 맞히지 못한다면 스트라이크가 된다. 투수는 타자에게 1루를 내지 않아야하고 스트라이크로 삼진을 만들어야 하므로 볼을 만들지 않는 것을 원칙으로 한다. 그러나, 투수들은 변화구를 던져 타자의 헛스윙을 유도 하기도 한다. 타자도 볼은 맞혀서 안타를 치기 힘들어 안 치는 경우가 많지만, 적당하면 공을 올려쳐서 안타를 만들어낼 수도 있다.